# Amtsgefängnis Saalfeld/Saale

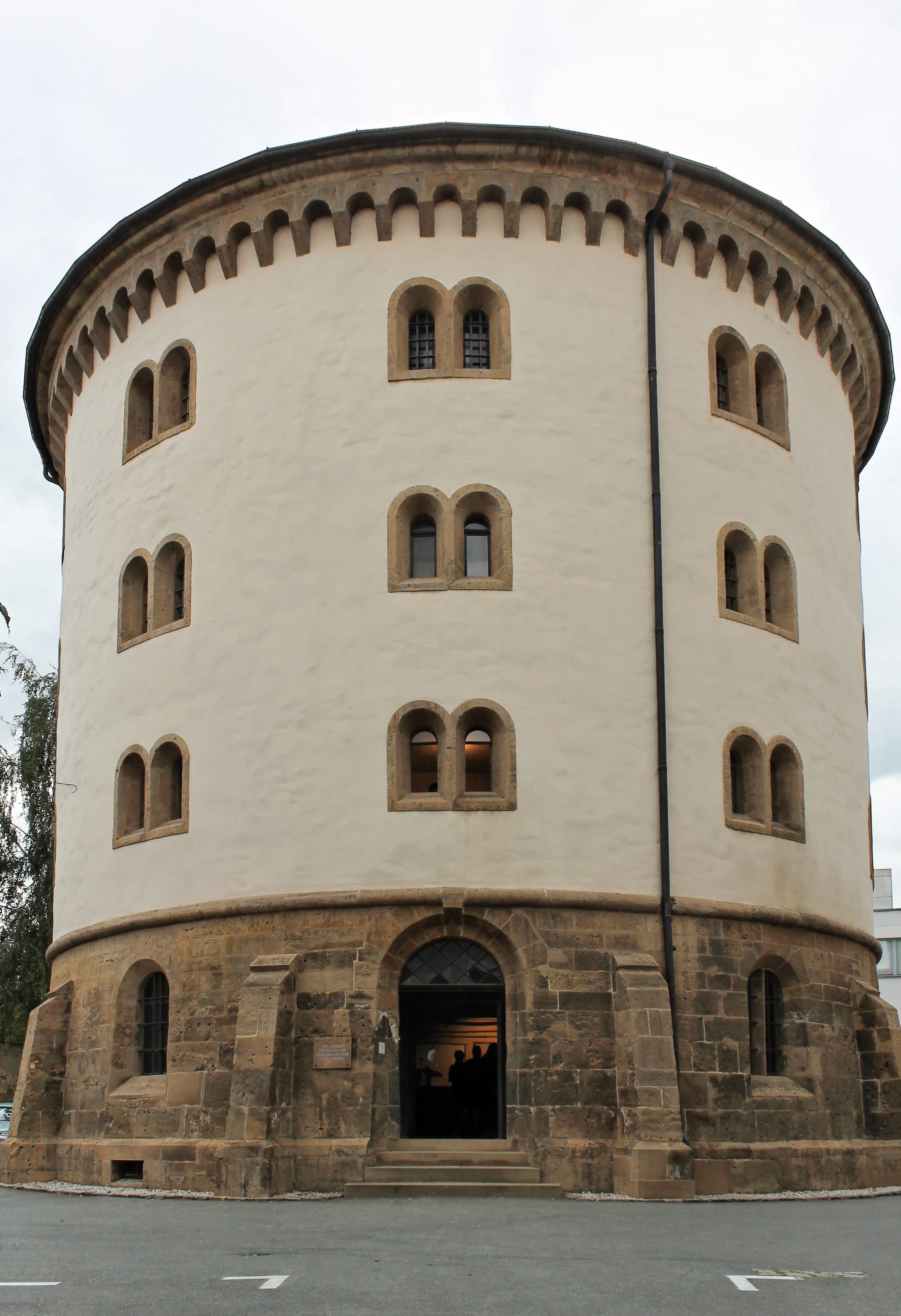
Außenansicht

Das Amtsgefängnis Saalfeld/Saale ist ein ehemaliges Gefängnis auf dem Hof des Rathauses in Saalfeld/Saale. Das Gebäude wird heute als Stadtarchiv genutzt und steht unter Denkmalschutz. Im Volksmund wird es aufgrund seiner auffälligen Bauform häufig Hutschachtel genannt.

## Geschichte und Beschreibung
Der turmartige Rundbau wurde als Gefängnis nach den Plänen des meiningischen Landbaumeisters Carl Rudolf Tröger von 1857 bis 1859 gebaut und kostete 14.500 Gulden. Am 25. November 1859 erfolgte die Übergabe als Amtsgefängnis an das Herzogtum Sachsen-Meiningen. Im Mai 1917 fand die letzte Exekution statt, doch wurden nach der Kapitulation Deutschlands und der Besetzung Saalfelds durch die Rote Armee im Jahre 1945 noch Erschießungen vorgenommen. Wegen Bombenangriffen wurden im April 1945 22 von 43 Gefangenen beurlaubt.
Nachdem die Rote Armee die US-Armee abgelöst und die Stadt Mitte 1945 besetzt hatte, ging das Gefängnis an die Sowjetische Militäradministration in Deutschland über und diente bis ca. 1950 als NKWD-Gefängnis und Untersuchungshaftanstalt für politische Gefangene. Viele wurden aufgrund von Denunziation und Falschaussage inhaftiert. Nicht nur NSDAP-Bürgermeister, Ortsgruppen- und HJ-Führer wurden vom NKWD eingesperrt, sondern auch Volkssturm-Angehörige und viele Jugendliche unter Werwolf-Vorwurf und politisch Andersdenkende. Durch Folter wurden falsche „Geständnisse“ erpresst. Die „Hutschachtel“ war oft nur Durchgangsstation zur Überführung in sowjetische Speziallager in der SBZ, später DDR, oder in den Gulag in der Sowjetunion.
Ab 1951 wurde das Gefängnis von der Abteilung K des Volkspolizei-Kreisamts Saalfeld genutzt. Am 16. August 1951 erstürmten Wismut-Kumpel das Gefängnis und befreiten zwei ihrer Kollegen. Sie hatten im betrunkenen Zustand randaliert und waren zur Ausnüchterung eingesperrt.
1973 übernahm die Stadt Saalfeld das Gebäude und nutzte es nach dem Umbau als Stadtarchiv. Am 12. April 1994 wurde vom „Freundeskreis Hutschachtel“ neben dem Eingang eine Gedenktafel für die Opfer des Stalinismus von 1945 bis 1950 angebracht und 2000 eine Gedenkzelle mit Schautafeln, die den Zustand des Haftraums nach 1945 dokumentieren. Besichtigungen sind am „Tag des offenen Museums“ oder nach Meldung im Rathaus möglich.

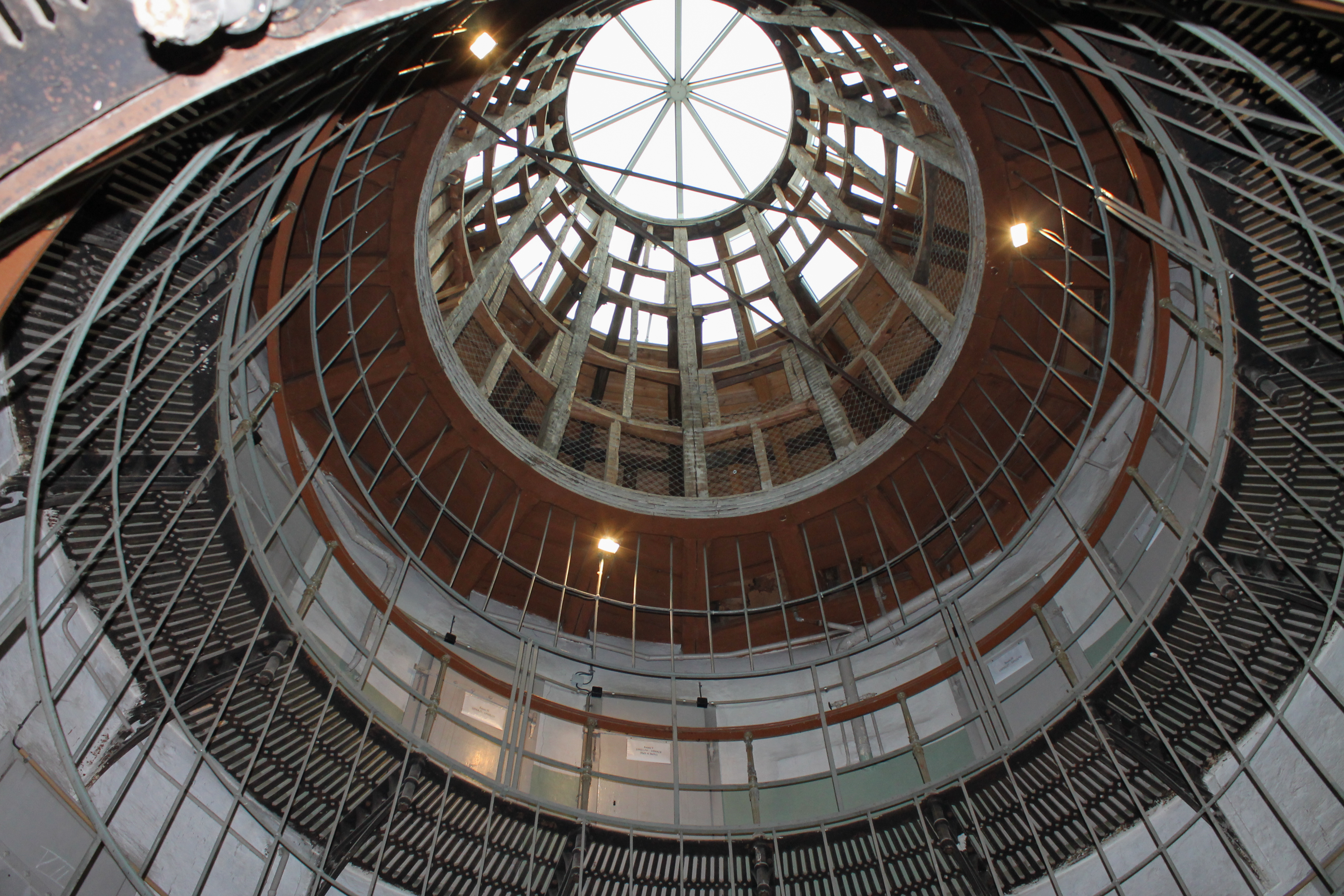
Kuppelkonstruktion
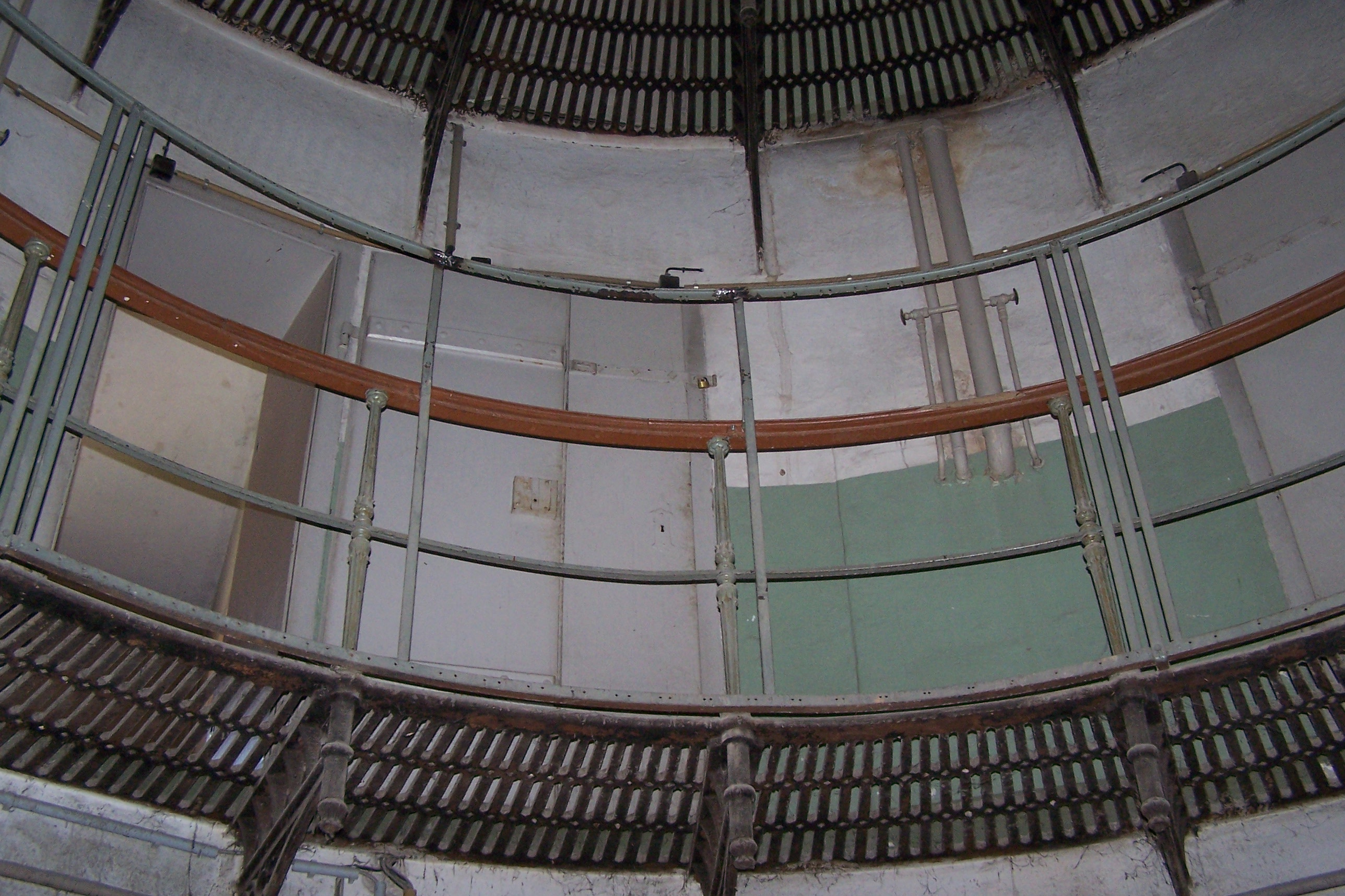
Inneres des Gebäudes mit der Gedenkzelle
Übersichtszeichnung einer Zelle nach 1945